# الله‌آباد یک
الله‌آباد یک، روستایی در دهستان نگین کویر بخش نگین کویر شهرستان فهرج در استان کرمان ایران است.

## جمعیت
بر پایه سرشماری عمومی نفوس و مسکن در سال ۱۳۹۵، جمعیت این روستا برابر با ۱٬۰۲۸ نفر (۲۳۰ خانوار) بوده‌است.